# Olga Törös
Olga Törös, née le 4 août 1914 à Debrecen et morte le 16 février 2015, est une gymnaste hongroise.
Elle a participé aux Jeux olympiques de Berlin (1936), où elle a remporté la médaille de bronze dans la compétition par équipes. Elle a ensuite mené une carrière de professeur d'éducation physique à Kecskemét à partir de 1939.